# Siringa
Siringa (grč. Συριγξ), je u grčkoj mitologiji nimfa Najada, kći riječnog boga Ladona, poznata po svojoj čednosti. Morala je ostati djevica, jer je bila Artemidina prijateljica.

## Mitologija
Obitavala je u rijeci Ladon u sjevernoj Arkadiji na Peloponezu u južnoj Grčkoj. Narugala se bogu Panu, koji ju progonio. Ne želeći mu uzvratiti ljubav i naklonost, došla je do rijeke Ladon. Nemajući više gdje pobjeći zamoli riječne nimfe, svoje vodene sestre da je probraze u trstiku. Došavši do rijeke, umjesto očekivane Siringe, Pan ne nađe ništa osim visoke trstike. Pan od tuge doboko uzdahne, a lagani vjetar pronjiše trstiku i zasvira tužnu melodiju. Opčinjen ljepotom zvuka, od trstike rezličitih duljina, Pan je sebi napravio sviralu koju je po svojoj voljenoj nimfi nazvao siringa (Panova frula).

## Umjetnost

### Slikarstvo
- Pietro Francavilla (1553-1615), Pan i Siringa, Vila Braki, Rovecano.
- Paul Bril (1554-1626), Pan i Siringa, Louvre, Pariz.
- Hans Rottenhammer (1564-1625), Pan i Siringa, National Gallery, London.
- Peter Paul Rubens (1577-1640), Pan i Siringa, Buckingham Palace, London.
- Jan Wildens (1586-1653), Pan i Siringa, Buckingham Palace, London.
- Jacob Jordaens (1593-1678), Pan i Siringa, Nizozemski: Koninklijke Musea voor Schone Kunsten van België, Francuski: Musées royaux des Beaux-Arts de Belgique, Bruxelles.

- Nikolas Poussin (1594-1665), Pan i Siringa, Gemäldegalerie Alte Meister, Dresden.
- Jan Brueghel (1601-1678), Pan i Siringa, National Gallery, London.
- Charles de La Fosse (1636-1716), Pan i Siringa, Musée des beaux-arts d'Orléans, Orléans.
- Gérard de Lairesse (1641-1711), Pan i Siringa, Dulwich Picture Gallery, London.
- Johannes Dunz (1645-1736), Pan i Siringa, Kunstmuseum, Bern.
- Sebastiano Ricci (1659-1734), Pan i Siringa, Palača Bartoldi, Beluno.
- Willem van Mieris (1662-1747), Pan i Siringa, Le Musée des Beaux Arts, Valenciennes.
- Jean François de Troy (1679–1752), Pan i Siringa, J. Paul Getty Museum, Los Angeles.
- Mathias Braun (1684-1738), Pan i Siringa, Národní galerie, Praha.
- Francois Boucher (1703-1770), Pan i Siringa, National Gallery, London.
- Giovanni Bettino Cignaroli (1745-1826), Pan i Siringa, Teatr Filarmonico, Verona.
- Arthur Hacker (1858–1919), Siringa, Manchester Art Gallery, Manchester.

### Glazba
- Claude Debussy (1862-1918), Syrinx (La Flute De Pan).
- Carl Nielsen (1865-1931), Pan og Syrinx.

## Vanjske poveznice
- Theoi Greek Mytology & The Gods - Syrinx (engl.)